# Championnat de France de billard carambole au pentathlon et triathlon
Le Championnat de France de billard carambole au pentathlon et triathlon était organisé par la Fédération française de billard.

## Palmarès

### Année par année (pentathlon)
Liste des champions de France de la FFB au pentathlon,,.
| Année | Ville hôte         | Joueur                | Moyenne Générale |
| ----- | ------------------ | --------------------- | ---------------- |
| 1934  | Paris              | Jean Albert (1)       | 30,49            |
| 1935  | Paris              | Jean Albert (2)       | 28,59            |
| 1936  | Paris              | Jean De Gasparin (1)  | 27,27            |
| 1937  | Paris              | Jacques Davin (1)     | -                |
| 1938  | Paris              | Jean Albert (3)       | 29,60            |
| 1939  | Saint-Étienne      | Constant Cote (1)     | 24,54            |
| 1940  | -                  | -                     | -                |
| 1941  | -                  | -                     | -                |
| 1942  | -                  | -                     | -                |
| 1943  | -                  | -                     | -                |
| 1944  | -                  | -                     | -                |
| 1945  | -                  | -                     | -                |
| 1946  | Paris              | Jean Albert (4)       | 30,00            |
| 1947  | -                  | -                     | -                |
| 1948  | -                  | -                     | -                |
| 1949  | -                  | -                     | -                |
| 1950  | -                  | -                     | -                |
| 1951  | -                  | -                     | -                |
| 1952  | -                  | -                     | -                |
| 1953  | -                  | -                     | -                |
| 1954  | -                  | -                     | -                |
| 1955  | -                  | -                     | -                |
| 1956  | -                  | -                     | -                |
| 1957  | -                  | -                     | -                |
| 1958  | -                  | -                     | -                |
| 1959  | -                  | -                     | -                |
| 1960  | -                  | -                     | -                |
| 1961  | -                  | -                     | -                |
| 1962  | -                  | -                     | -                |
| 1963  | -                  | -                     | -                |
| 1964  | -                  | -                     | -                |
| 1965  | Asnières-sur-Seine | Henri Hibon (1)       | -                |
| 1966  | Nantes             | Jean Marty (1)        | -                |
| 1967  | Le Havre           | Jean Marty (2)        | -                |
| 1968  | Arras              | Jean Marty (3)        | -                |
| 1969  | -                  | -                     | -                |
| 1970  | Nantes             | Roland Dufetelle (1)  | -                |
| 1971  | Rouvroy            | Francis Connesson (1) | -                |
| 1972  | Moulins-lès-Metz   | Francis Connesson (2) | -                |
| 1973  | -                  | -                     | -                |
| 1974  | Rouvroy            | Roland Dufetelle (2)  | -                |
| 1975  | -                  | -                     | -                |
| 1976  | Nantes             | Roland Dufetelle (3)  | -                |
| 1977  | -                  | -                     | -                |
| 1978  | Maubeuge           | Roland Dufetelle (4)  | -                |
| 1979  | Brest              | Egidio Vierat (1)     | -                |
| 1980  | -                  | -                     | -                |
| 1981  | Provins            | Egidio Vierat (2)     | -                |
| 1982  | Paris              | Egidio Vierat (3)     | -                |
| 1983  | -                  | -                     | -                |
| 1984  | Nantes             | Egidio Vierat (4)     | -                |

### Année par année (Triathlon - Cadre 71/2 - 1 bande - 3 bandes)
Liste des champions de France de la FFB au triathlon.  ,,
| Année | Ville hôte         | Joueur             | Moyenne Générale | 1986 | Lille | Egidio Vierat (1) | - |
| 1987  | -                  | -                  | -                |      |       |                   |   |
| 1988  | Vizille            | Louis Edelin (1)   | -                |      |       |                   |   |
| 1989  | Villejuif          | Marc Massé (1)     | -                |      |       |                   |   |
| 1990  | Les Herbiers       | Marc Massé (2)     | -                |      |       |                   |   |
| 1991  | -                  | -                  | -                |      |       |                   |   |
| 1992  | Blagnac            | Marc Massé (3)     | -                |      |       |                   |   |
| 1993  | Morangis (Essonne) | Brahim Djoubri (1) | -                |      |       |                   |   |

### Année par année (Triathlon - partie Libre - cadre 47/1 - cadre 71/2)
Liste des champions de France de la FFB au triathlon.  ,,
| Année | Ville hôte | Joueur         | Moyenne Générale |
| ----- | ---------- | -------------- | ---------------- |
| 1988  | Orvault    | Marc Massé (1) | -                |